# Низковка (станция)
Низковка — узловая промежуточная железнодорожная станция 5-го класса Конотопской дирекции Юго-Западной железной дороги на линии Бахмач — Новобелицкая, расположенная в селе Воловики. Название станции из-за села Низковка, которое расположено юго-западнее.

## История
Была открыта в 1874 году в составе ж/д линии Бахмач—Новобелицкая Юго-Западной железной дороги. Осуществлялись (П) приём и выдача багажа и продажа билетов на поезда местного и дальнего следования, (В) приём и выдача грузов повагонными отправками открытого хранения на местах общего пользования, (Г) приём и выдача грузов повагонными отправками складского хранения, (Е) приём и выдача грузов на подъездных путях. На топографической карте n-36-135 по состоянию местности на 1986 год обозначена.

## Общие сведения
Станция представлена боковой и островной платформами. Имеет 4 пути. Есть здание вокзала, служебные здания (пакгауз, пост ЭЦ, другие). Станция узловая на линии Бахмач — Новобелицкая и её ветке Низковка — Корюковка.

## Пассажирское сообщение
Ранее ежедневно станция принимала поезда пригородного сообщения Бахмач — Сновск №№ 6501/6502/6503/6504 (с 11.07.2020 года).